# Sudán en los Juegos Olímpicos de Los Ángeles 1984
Sudán estuvo representado en los Juegos Olímpicos de Los Ángeles 1984 por siete deportistas masculinos que compitieron en dos deportes.
El equipo olímpico sudanés no obtuvo ninguna medalla en estos Juegos.